# Dorcoeau ovalis
Dorcoeau ovalis is een keversoort uit de familie boktorren (Cerambycidae). De wetenschappelijke naam van de soort is voor het eerst geldig gepubliceerd in 1945 door Breuning.